# Nevena
Nevena je žensko osebno ime.

## Izvor imena
Nevena je različica ženskega osebnega imena Nevenka.

## Pogostost imena
Po podatkih Statističnega urada Republike Slovenije je bilo na dan 31. decembra 2007 v Sloveniji število ženskih oseb z imenom Nevena: 73.

## Osebni praznik
Nevena lahko goduje takrat kot Nevenka.